# 実成院 (徳川家茂生母)

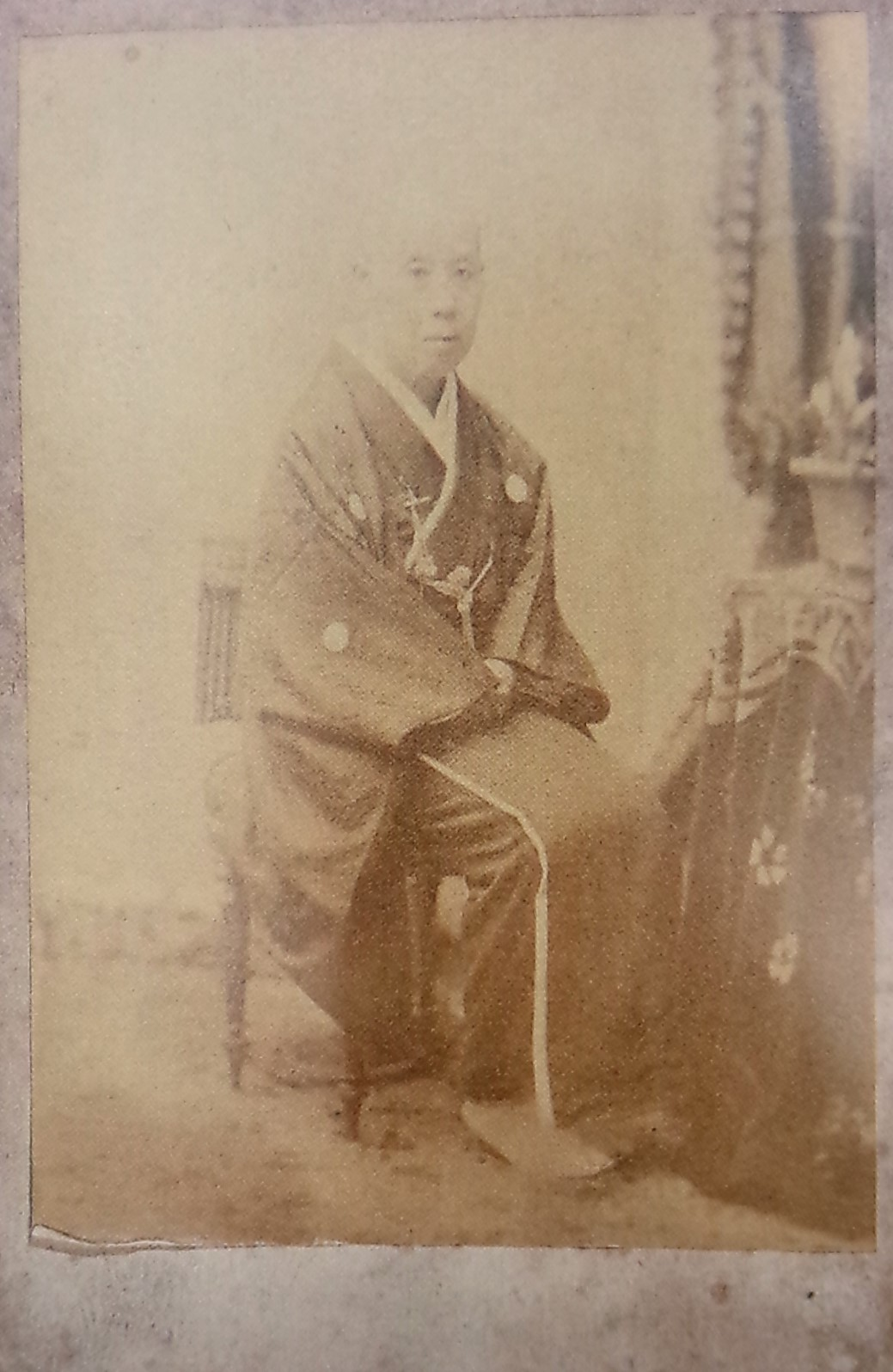
実成院

実成院（實成院、じつじょういん、文政4年1月18日（1821年2月20日） - 明治37年（1904年）11月30日）は、御三家紀州藩藩主徳川斉順の側室で江戸幕府14代将軍徳川家茂の生母。名前は美佐（みさ）、操子。美喜、於美喜の方とも。

## 生家・親族
生家は紀州藩の高家で、石高1000石の桜井松平家血統の久松松平家である。同家は遠江国浜松藩主松平忠頼の三男で、松平定勝の養子となった松平忠勝（長七郎）が駿府城にいた頃の徳川頼宣に引き取られて創始された家で、忠勝はその後、暇を貰って山城国に閑居する。
2代目の重之（源兵衛）は明暦元年（1655年）に切米200石で召しだされて、後に紀州藩の寄合組高家之列となる。安永5年（1776年）に同じ久松系の松平図書家とともに高家に列する。文化7年（1810年）の「家中官録人名帳」に『1000石 高家上座 松平六郎右衛門』とある。家紋は葵、九曜紋。
4代目の忠英（六郎右衛門）は紀州藩大番頭、1000石に昇進。7代目で、実成院の兄である庸（織部）の代で、家茂の伯父であるために3000石に加増され、実成院が江戸城に引き取られると、これに同行して3000石の江戸幕府旗本に転属して幕府新番頭に就任し、織部正を称する。
他方で、紀州藩に残った庸の弟の忠寛（六郎右衛門、祐吾、実成院との兄弟姉妹順は不詳）は兄が旗本に転属すると新規に召し出されて1000石および紀州藩寄合、代々高家之列となり、大番頭に昇進。しかし、第二次長州征伐で出陣し、石見国において長州藩に敗北した責任を取らされて減石となり、やけになった忠寛は淫酒放蕩にふけり没落した（以上は『南紀徳川史・第五冊』より）。

## 経歴

### 紀州藩時代
文政4年（1821年）に松平六郎右衛門晋の子として生まれ、天保3年7月1日（1832年）に紀州徳川家にお次召出しとなり、側詰となり、天保5年（1834年）に中臈となって後に藩主徳川斉順の側室となる。
天保14年8月28日（1843年）に伊曾姫を出産し、同年11月24日に若年寄格となるが、天保15年（1844年）に伊曾姫は夭折する。その後、弘化2年（1845年）に斉順の正室の豊姫が、弘化3年（1846年）5月には斉順も死去する。しかし、その年のうちに江戸赤坂の紀州藩邸で菊千代（のちの慶福・家茂）を生む。俗に「紀州蜜柑に種が有る」といわれる。
しかし、そのときには既に斉順は没しており、後継の徳川斉彊の命で、菊千代の養育のため剃髪預かりになる。斉彊が没し、菊千代が斉彊を継いで数え4歳で13代藩主となり、元服して慶福と名を改め家督を継ぐと、落飾して実成院の院号を名乗った。
安政5年（1858年）、慶福が14代将軍家茂として13歳で江戸城に入ると、文久元年2月16日から18日（1861年）に実成院も将軍生母として兄の庸とともに江戸城本丸に引き取られ、大奥に入った。

### 江戸城入城以降
将軍生母の住まいである新御殿には先代将軍家定生母本寿院が、御台所御殿には先代将軍家定御台所天璋院が居住していたため、実成院は七宝の間に居住した。それまで七宝の間に居を構えていた御年寄・瀧山は実成院の入居に伴い、七宝の間から鶴の間に移動した。文久2年（1862年）には仁孝天皇皇女で孝明天皇皇妹の和宮を家茂の正室として江戸城に迎え入れる。実成院は派手好きで、朝から酒を飲み、乱痴気騒ぎを起すこともあったという。慶応2年（1866年）に家茂が大坂城で21歳で没した後も江戸城に居住し、慶応4年（1868年）に官軍による江戸開城にともない、静寛院宮（和宮）とともに田安徳川家の屋敷に移った。
明治37年（1904年）に東京千駄ケ谷の紀州徳川邸において死去し、寛永寺に本寿院と並んで葬られた。享年84。法名は実成院殿清操妙壽大姉。

## 登場作品
映画
- 『朱雀門』（大映、1957年、演：松浦築枝）

テレビドラマ
- 『大奥』（フジテレビ、2003年、演：野際陽子）[3]

舞台劇
- 『大奥』（演：江波杏子（2007年版）→多岐川裕美（2010年版）)